# Алтана
„Алтана“ АГ е германски химически и фармацевтичен концерн със седалище в Северен Рейн-Вестфалия. Компанията е основана през 1977 г. в Берлин.
През 2003 г. с 10 800 служители на „Алтана“ постигат търговски резултати в размер на 2,7 млрд. евро. От 1977 г. фирмата се търгува на германската борса във Франкфурт и е сред 30-те DAX компани. От 2002 г. компанията се търгува и на Нюйоркската фондова борса New York Stock Exchange.
Към концерна „Алтана“ принадлежат и фирмите Altana Pharma AG със седалище Констанц и Altana Chemie AG със седалище Везел.
50,1% от фирмата принадлежат на Quandt-наследничката Сузане Клатен.